# Asian Leadership Conference
Die Asian Leadership Conference (ALC) ist eine alljährliche internationale Konferenz, die von der Chosun Ilbo, der auflagenstärksten koreanischen Tageszeitung, in Seoul, Südkorea ausgerichtet wird. Der Fokus der Konferenz liegt jeweils auf den aktuellen politischen und wirtschaftlichen Fragen, die die ganze Welt, speziell aber den Raum Asien betreffen.
Die erste Asian Leadership Conference fand 2005, ein Jahr nach dem Sumatra-Andamanen-Beben, unter dem Motto „Kooperation und Wiederaufbau nach dem Tsunami“ statt. Gemäß der Chosun Ilbo war der Hauptgedanke hinter der Konferenz, dass Südkorea, basierend auf der eigenen Entwicklung vom Entwicklungsland zur Industrienation, eine Führungsrolle in der Gestaltung Asiens übernehmen sollte. Was ursprünglich nur als eine Konferenz asiatischer Führungspersönlichkeiten gedacht war, hat sich über die Jahre schnell zu einer globalen Konferenz mit Persönlichkeiten aus aller Welt entwickelt.
Die letzte Asian Leadership Conference wurde im Zeitraum vom 26. bis zum 27. März 2013 unter dem Motto „Asia’s Next Challenge: Good Growth & Smart Welfare“ (Asiens nächste Herausforderung: Gutes Wachstum und intelligent gestaltete Wohlfahrt). Die nächste Konferenz ist angesetzt für den 3. bis zum 4. März 2014 und wird unter dem Motto „One Korea, New Asia“ (Wiedervereinigtes Korea, Neues Asien) im Shilla Hotel, Seoul abgehalten.

## Aktuelle Konferenz
Die aktuelle Konferenz aus der ALC-Reihe ist die Asian Leadership Conference 2014 und wird sich mit der Bedeutung eines wiedervereinigten Koreas in Bezug auf die regionale Sicherheitspolitik sowie die Wachstumsaussichten für Korea beschäftigen. George W. Bush, ehemaliger Präsident der Vereinigten Staaten, sowie viele weitere hohe Persönlichkeiten aus Politik, Wirtschaft und Forschung werden zum Thema referieren.
Agenden der ALC 2014
Die folgenden Inhalte sind sinngemäß der offiziellen Broschüre der Asian Leadership Conference 2014 entnommen:
- „One for One“-Prinzip
Das „One for One“-Prinzip ist ein bei der ALC 2014 erstmals neu eingeführtes Spendensystem, das es regulären Teilnehmern ermöglicht, einen Tagespass zu vergeben. Auf diese Weise können auch junge Erwachsene teilnehmen, die sich zwar für internationale Diplomatie, Politik und Unternehmertum interessieren, aber es sich aus finanziellen Gründen nicht leisten könnten. Um als „One for One“-Teilnehmer zugelassen zu werden, müssen Interessierte sich für einen Tag entscheiden und einen kurzen Aufsatz über ihre Beweggründe schreiben.

### Sprecher der ALC 2014
| Name               | Funktion |
| ------------------ | --- |
| George W. Bush     | Ehemaliger Präsident der Vereinigten Staaten                                                                          |
| Hatoyama Yukio     | Ehemaliger Premierminister von Japan                                                                                  |
| Goh Chok Tong      | Ehemaliger Premierminister von Singapur                                                                               |
| Julia Gillard      | Ehemaliger Premierministerin von Australien                                                                           |
| Lothar de Maizière | Ehemaliger Ministerpräsident der DDR                                                                                  |
| Surin Pitsuwan     | Ehemaliger Generalsekretär der ASEAN                                                                                  |
| Tanaka Hitoshi     | Ehemaliger Vizeaußenminister von Japan                                                                                |
| David Bonderman    | Gründungspartner von TPG Capital                                                                                      |
| Barry Sternlicht   | Geschäftsführer von Starwood Capital Group                                                                            |
| Marc Faber         | Geschäftsführer von Marc Faber Limited                                                                                |
| Jim Rogers         | Vorstandsvorsitzender von Rogers Holdings                                                                             |
| Tom Kelley         | Generaldirektor von IDEO                                                                                              |
| Dave McClure       | Geschäftsführer von 500 Firmenneugründungen                                                                           |
| Edward Jung        | Mitgründer und Technischer Leiter von Intellectual Ventures                                                           |
| Eric Li            | Gründer und Geschäftsleiter von Chengwei Capital                                                                      |
| Kevin Sneader      | Vorstandsvorsitzender von McKinsey & Company Asien                                                                    |
| Ian Bremmer        | Präsident und Gründer der Eurasia-Gruppe                                                                              |
| Mark Hutchinson    | Präsident und Geschäftsführer von General Electric Greater China                                                      |
| Sato Kumi          | Geschäftsführer von Cosmo                                                                                             |
| Edward Prescott    | Professor von der Arizona State University (2004 Nobelpreisträger)                                                    |
| Karl-Heinz Paqué   | Professor von der Otto-von-Guericke-Universität Magdeburg                                                             |
| Zhang Jun          | Professor von der Fudan-Universität                                                                                   |
| Richard Cooper     | Professor von der Harvard-Universität                                                                                 |
| Kim Sung-Han       | Ehemaliger Vizeminister des Ministeriums für auswärtige Angelegenheiten und Handel der Republik Korea                 |
| Moon Chung-In      | Ehemaliger Vorstandsvorsitzender des Präsidentschaftskomitees der Nordostasiatischen Kooperationsinitiative von Korea |
| Cynthia Montgomery | Professorin von der Harvard-Universität und Schriftstellerin                                                          |
| Robert D. Kaplan   | Chief Geopolitical Analyst von Stratfor                                                                               |
| Michael Green      | Senior Vice President des Center for Strategic and International Studies                                              |
| Adam Johnson       | Professor von der Stanford-Universität und Pulitzer-Preisträger als Schriftsteller                                    |
| Hahm Chaibong      | Präsident des Asian Institute for Policy Studies                                                                      |
| Liu Jing           | Stellvertretender Dekan der Cheung Kong-Wirtschaftshochschule                                                         |
| Mimura Mitsuhiro   | Leiter des Economic Research Institute for Northeast Asia                                                             |
| Shen Ding Li       | Stellvertretender Dekan der Fudan-Universität                                                                         |
| Da Wei             | Leiter der China Institutes of Contemporary International Relations                                                   |
| Andrei Kortunov    | Präsident der Stiftung New Eurasia                                                                                    |
| Ian Robertson      | Professor des Trinity-Colleges Dublin                                                                                 |
| Stuart Thorson     | Professor von der Syracuse-Universität                                                                                |
| Kwon Goo-Hoon      | leitender Koreaanalyst bei Goldman Sachs                                                                              |
| Kim Byung-Yeon     | Professor von der Universität Seoul                                                                                   |
| Theresa Rah        | Mitgeschäftsführerin von Oratio                                                                                       |
| Ryoo Kihl-Jae      | Wiedervereinigungsministerium der Republik Korea                                                                      |
| Paik Hoon          | Professor von der Chung-Ang University                                                                                |
| Lee Sook-Jong      | Professor von der Sungkyunkwan-Universität                                                                            |
| Lee Chung-Min      | Botschafter für nationale Sicherheitsfragen der Republik Korea                                                        |
| Lee Jong-Hwa       | Leiter des Asiatischen Forschungsinstituts an der Korea-Universität                                                   |
| Jun Kwang-Woo      | Ehemaliger Vorstandsvorsitzender der Nationalen Pensionskasse von Südkorea                                            |
| Cheon Seong Whun   | Präsident des Wiedervereinigungsministeriums                                                                          |
| Jeong Sae-Ju       | Gründer von NOOM |